# Tarifautonomiestärkungsgesetz
Das Gesetz zur Stärkung der Tarifautonomie – Tarifautonomiestärkungsgesetz ist ein deutsches Artikelgesetz, durch das nach Angaben der Bundesregierung die Tarifautonomie gestärkt und angemessene Arbeitsbedingungen für Arbeitnehmer sichergestellt werden sollen. Die Erreichung des Ziels der Stärkung der Tarifautonomie wird in der rechtswissenschaftlichen Literatur und von Arbeitgeberseite überwiegend bestritten, vielmehr schwäche das Gesetz die Tarifautonomie, es sei ein „Tarifautonomieschwächungsgesetz“.
Kern des Gesetzes ist das in Artikel 1 verankerte Mindestlohngesetz, durch das ein allgemeiner Mindestlohn eingeführt wird. Damit wird die Tarifautonomie dahingehend eingeschränkt, dass es den Tarifparteien untersagt wird, Tariflöhne unterhalb des Mindestlohnes zu vereinbaren. Außerdem werden durch das Tarifautonomiestärkungsgesetz weitere Gesetze geändert, darunter das Arbeitsgerichtsgesetz (Art. 2), das Schwarzarbeitsbekämpfungsgesetz (Art. 3), das Verdienststatistikgesetz (Art. 4), das Tarifvertragsgesetz (Art. 5) und das Arbeitnehmer-Entsendegesetz (Art. 6).
Das Mindestarbeitsbedingungengesetz wird aufgehoben (Art. 14), da es in Praxis keine Bedeutung erlangt hat und durch die Einführung eines allgemeinen Mindestlohns überflüssig wird. 
Am 3. Juli 2014 stimmte der Deutsche Bundestag mit den Stimmen der Mehrheit der CDU/CSU-, SPD- und Bündnis 90/Die Grünen-Fraktion für die Annahme des Gesetzesentwurfs. Die Zustimmung des Bundesrates erfolgte am 11. Juli 2014. Einzig das Land Sachsen, in dem die FDP an der Regierung beteiligt war, stimmte dem Gesetz nicht zu.